# Крузе, Элерт
Элерт (Эйлар) Крузе (?—1587) — лифляндский авантюрист XVI века.
Происходил из знатного рода, участвовал в ливонской войне и попал, вместе с Иоганом Таубе, в плен к русским. Таубе и Крузе вступили на царскую службу. Иван Грозный при их посредстве вел переговоры с Кетлером и герцогом Магнусом. Когда Магнус старался побудить Ревель к отпадению от Швеции, главными агитаторами в этом направлении были Крузе и Таубе. После неудачной осады Ревеля Магнус свалил всю вину на обоих авантюристов.
Они бежали в Польшу, где приобрели доверие короля Сигизмунда и губернатора Ходкевича. Одним из средств к тому послужило сочинение послания: «Zar Iwan der Grausame», адресованного, по мнению старых историков, к Кеттлеру, а по доказательствам новых — к Ходкевичу. Здесь подробно описывается мрачная деятельность царя за период времени от учреждения опричнины до 1571 г. включительно. В 1578 г. вышла в свет ливонская хроника Руссова. Передаваемые ею факты во многом расходились с показаниями Крузе и Таубе, которые не замедлили вступить в полемику («Warhaftiger Gegenbericht auf die anno 1578 ausgägebene Liefflendische Chronica Baltazar Russow’s», Рига, 1861; ранее было известно в многочисленных списках). Крузе был близок и к Баторию, участвовал в его походе на Россию и вел переговоры во время осады Данцига.
Карамзин широко использовал «Послание»; оно легло в основу IX тома «Истории Государства Российского». 
К. Н. Бестужев-Рюмин относился к показаниям Таубе и Крузе более критично:

Видели они конечно, много, но, зная, что они переходили от одной стороны к другой, едва ли можно придавать их рассказам значение несомненного документа.